# 浊音符
浊音符（◌゙），又称浊点（日语：／ Dakuonpu、／ Dakuten */?），是日语浊音化的符号。形状为两点。
在现代假名遣中通常使用浊音符，但较早的日文中并不必然：尽管从1927年（昭和2年）起法令文书中就使用浊音符，但1945年（昭和20年）的终战诏书中却没有使用。
旧时浊音符的形态也并不固定，因人而异也有三点、四点、两个圆之类的书写方式。战国时代至江户时代期间，全国范围内统一为两点的书写方式。根据对仙台市博物馆所藏的伊达政宗的文书的分析，1592年之前文书中还在使用三点的浊音符，1593年的文书中两点和三点的形式都有存在，1594年起的文书中就完全使用两点的浊音符了，推测是丰臣秀吉统一日本后规范了浊音符的书写形式。伊达政宗常亲自书写文书而不是令人代笔，故而他的文书可以作为考察同一人书写习惯变化的材料。

## 濁音化
把它放在清音假名右上角，表示浊音化，放在は行右上角，表示先转换成ぱ行，然后浊音化。

### か行
只浊音化。

### さ行
放在し以外的假名，转换成齿龈塞擦音。如果把它放在し上面，浊音化。

### た行
放在含齿龈塞音的音节上面，浊音化。放在ち上面，表示先转换成し，再浊音化成ぢ。放在つ上面，表示不送氣。

### は行
放在该行所有假名上面，表示先转换成ぱ行，然后再浊音化。